# Caenurgia togotaria
Caenurgia togotaria là một loài bướm đêm trong họ Erebidae.